# فروع الفيزياء
تتعامل الفيزياء مع مزيج المادة والطاقة. كما أنها تتعامل مع مجموعة متنوعة من الأنظمة، التي بُنيت عليها النظريات التي يستخدمها الفيزيائيون لتفسيرها. بشكل عام، تُختبر النظريات تجريبيًا عدة مرات قبل أن تُقبل على أنها صحيحة باعتبارها وصفًا للطبيعة (في نطاق معين من الصلاحية). على سبيل المثال، تصف نظرية الميكانيكا الكلاسيكية حركة الأجسام بدقة، شريطة أن تكون أكبر بكثير من الذرات وتتحرك بسرعة أقل بكثير من سرعة الضوء. هذه «النظريات المركزية» هي أدوات مهمة لإجراء البحوث في موضوعات أكثر تخصصًا، ومن المتوقع أن يكون الفيزيائيون على دراية بها بغض النظر عن تخصصهم.

## الميكانيكا الكلاسيكية
الميكانيكا الكلاسيكية هي نموذج فيزياء القوى التي تؤثر على الأجسام. تتضمن مجالات فرعية لوصف سلوكات المواد الصلبة والغازات والسوائل. غالبًا ما يشار إليه باسم الميكانيكا النيوتنية نسبةً لـ «إسحاق نيوتن» وقوانين الحركة الخاصة به. تشمل أيضًا النهج الكلاسيكي الخاص بأساليب الميكانيكا الهاميلتونية الميكانيكا لاغرانجية. تتعامل مع حركة الجسيمات والنظام العام لها.
هناك العديد من فروع الميكانيكا الكلاسيكية، مثل: علم السكون والديناميكا وعلم الحركة المجردة وميكانيكا الأوساط المتصلة (التي تشمل ميكانيكا الموائع) والميكانيكا الإحصائية وغيرها.
الميكانيكا: فرع من فروع الفيزياء ندرس فيه موضوع وخصائص جسم متحرك تحت تأثير القوى.

## الديناميكا الحرارية والميكانيكا الإحصائية
يتناول الفصل الأول من محاضرات فاينمان في الفيزياء وجود الذرات، التي اعتبرها فاينمان أكثر البيانات الفيزيائية شمولًا، التي يمكن أن ينتج عنها العلم بسهولة حتى في حالة فقدان كل المعارف الأخرى. من خلال نمذجة المادة كمجموعات من الكرات الصلبة، من الممكن وصف النظرية الحركية للغازات، التي تستند عليها الديناميكا الحرارية الكلاسيكية.
تدرس الديناميكا الحرارية آثار التغيرات في درجة الحرارة والضغط والحجم على الأنظمة الفيزيائية على المقياس العياني، وانتقال الطاقة على شكل حرارة. تاريخيًا، تطورت الديناميكا الحرارية من الرغبة بزيادة كفاءة المحركات البخارية الأولى.
إن نقطة الانطلاق لمعظم مفاهيم الديناميكية الحرارية هي قوانين الديناميكا الحرارية، التي تفترض أنه يمكن تبادل الطاقة بين الأنظمة الفيزيائية على شكل حرارة أو شغل. كما تفترض وجود كمية تُسمى «الإنتروبيا»، التي يمكن تعريفها لأي نظام (جملة). في الديناميكا الحرارية، تُدرس وتُصنف التفاعلات بين مجموعات كبيرة من الأشياء. من المفاهيم المركزية في الديناميكية الحرارية هما مفهوما النظام والمحيط. يتكون النظام من جسيمات، التي تحدد متوسط حركاتها خصائصه، والتي بدورها ترتبط مع بعضها البعض من خلال معادلات الحالة. يمكن الجمع بين هذه الخصائص للتعبير عن الطاقة الداخلية والكمونات الديناميكية الحرارية، التي تُعد مفيدة لتحديد شروط التوازن والعمليات التلقائية.

## الكهرومغناطيسية والإلكترونيات
يصف هذا الفرع دراسة سلوك الإلكترونات والوسائط الكهربائية والمغانط والحقول المغناطيسية والتفاعلات العامة للضوء.

## الميكانيكا النسبية
ترتبط نظرية النسبية الخاصة مع الكهرومغناطيسية والميكانيكا. أي أنه يمكن استخدام مبدأ النسبية ومبدأ الفعل الأدنى في الميكانيكا لاشتقاق معادلات ماكسويل، والعكس صحيح.
نُشرت نظرية النسبية الخاصة في عام 1905 من قبل ألبرت أينشتاين في مقال بعنوان «عن الديناميكا الكهربائية للأجسام المتحركة». يشير عنوان المقال إلى حقيقة أن النسبية الخاصة تحل عدم التناسق بين معادلات ماكسويل والميكانيكا الكلاسيكية. تقوم النظرية على مُسلمتين: (1) المفاهيم الرياضية لقوانين الفيزياء ثابتة في جميع الأطر المرجعية القصورية؛ و(2) سرعة الضوء في الفراغ ثابتة ومستقلة عن المصدر أو الراصد. يتطلب التوفيق بين هاتين المُسلمتين توحيد المكان والزمان في مفهوم الزمكان المعتمد على الإطار المرجعي المعني.
النسبية العامة هي نظرية هندسية للجاذبية نشرها ألبرت أينشتاين خلال عامي 1915 و1916. توحد هذه النظرية النسبية الخاصة وقانون نيوتن للجذب العالم وفكرة إمكانية وصف الجاذبية كانحناء في المكان والزمان. في النسبية العامة، ينشأ انحناء الزمكان بواسطة طاقة المادة والإشعاع.

## ميكانيكا الكم

معادلة شرودنغر

ميكانيكا الكم هي فرع في الفيزياء يعالج الأنظمة الذرية ودون الذرية وتفاعلها مع الإشعاع. تستند على رصد أن جميع أشكال الطاقة تُطلق في وحدات منفصلة أو حزم تسمى «الكم». من اللافت للنظر أن نظرية الكم تسمح عادةً بالحسابات الاحتمالية أو الإحصائية فقط للخصائص المرصودة للجسيمات دون الذرية، والتي تُفهم من خلال الدالات الموجية. تلعب معادلة «شرودنغر» دورًا في ميكانيكا الكم مماثلًا لدور قوانين نيوتن ومبدأ حفظ الطاقة في الميكانيكا الكلاسيكية - أي أنها تتنبأ بالسلوك المستقبلي لنظام ديناميكي - وهي معادلة موجية تُستخدم لحل الدالات الموجية.
على سبيل المثال، يتمتع الضوء أو الإشعاع الكهرومغناطيسي المُنبعث أو المُ متص من الذرات بترددات (أو أطوال موجية) معينة، كما يمكن رؤيته في طيف الانبعاث الخطي المرتبط بالعنصر الكيميائي الذي تمثله تلك الذرة. تظهر نظرية الكم أن تلك الترددات تتوافق مع طاقات محددة للكمّات الضوئية، أو الفوتونات، وتنتج عن حقيقة أن إلكترونات الذرة يمكن أن تحتوي فقط على قيم أو مستويات طاقة مُحددة مسموح بها. عندما ينتقل الإلكترون من مستوً مسموح به إلى مستوً آخر، يُبعث أو يُمتص كم من الطاقة يتناسب تررده بشكل مباشر مع فرق الطاقة بين المستويين. كما أكدت الظاهرة الكهروضوئية حقيقة تكمية الضوء.
في عام 1924، اقترح لويس دي بروي أنه بالإضافة لحقيقة أن الموجات الضوئية تظهر خصائص تشبه تلك الخاصة بالجسيمات، تظهر الجسيمات أيضًا خصائص تشبه تلك الخاصة بالموجات. قُدمت صيغتان مختلفتان لميكانيكا الكم بعد اقتراح دي بروي. تتضمن ميكانيكا الموجات لإرفين شرودنغر (1926) استخدام كيان رياضي، دالة الموجة، التي تُعتبر عن احتمال العثور على الجسيم المعني عند نقطة معينة في المكان. لا تستخدم ميكانيكا المصفوفة الخاصة بفيرنر هايزنبيرغ (1925) دالة الموجة أو المفاهيم المماثلة ولكن تبين أنها مطابقة رياضيًا لنظرية شرودنغر. يُعتبر مبدأ الريبة اكتشاف مهم بشكل خاص في نظرية الكم، الذي اقترحه هايزنبرغ في عام 1927، والذي يضع حدًا نظريًا مطلقًا على دقة بعض القياسات؛ ونتيجة لذلك، توجب على العلماء التخلي عن افتراضهم السابق بأنه يمكن قياس الحالة المادية لنظام معين بدقة واستخدامها للتنبؤ بالحالات المستقبلية للنظام. دُمجت ميكانيكا الكم مع نظرية النسبية في صياغة بول ديراك الرياضية. تشمل التطورات الأخرى علم الإحصاء الكمي والكهروديناميكا الكمية المعنية بالتفاعلات بين الجسيمات المشحونة والحقول الكهرومغناطيسية؛ بالإضافة لتعميمها، نظرية الحقل الكمي.

### نظرية الأوتار
نظرية مُرشحة لتكون نظرية كل شيء، إذ تجمع بين نظرية النسبية العامة وميكانيكا الكم للخروج بنظرية مُوحدة. يمكن لهذه النظرية أن تتنبأ بخصائص كل من الأشياء الصغيرة والكبيرة. لا تزال النظرية حاليًا في مرحلة التطوير.

## البصريات والفيزياء الذرية والجزيئية والبصرية
البصريات هي دراسة الضوء، والأدوات التي ابتُكرت لاستخدامه أو رصده (أي التلسكوبات وأجهزة المطياف، وغيرها). الفيزياء الذرية والجزيئية والبصرية هي مجالات فرعية فردية لعلم «أيه إم أوه» (الفيزياء الذرية والجزيئية والبصرية) الذي يدرس الخصائص الفيزيائية للذرة والجزيئات والضوء، على التوالي.

## فيزياء المواد المُكثفة
يدرس هذا الفرع الخواص الفيزيائية للمادة في طور التكثف.

## فيزياء الطاقة العالية/الجسيمات والفيزياء النووية
تدرس فيزياء الجسيمات طبيعة الجسيمات، بينما تدرس الفيزياء النووية النوى الذرية.

## علم الكون
يدرس علم الكون كيف نشأ الكون ومصيره النهائي. يُدرس هذا العلم من قبل الفيزيائيين والفيزيائيين الفلكيين.

## مجالات متداخلة الاختصاصات
من الفروع متداخلة الاختصاصات والتي تتقاطع مع العلوم الأخرى هناك:
- فيزياء زراعية: فرع في الفيزياء يُعني في الإفادة من التقدم العلمي الفيزيائي في علم الإنتاج النباتي.
- فيزياء فلكية: يوظف مبادئ الفيزياء والكيمياء لدراسة طبيعة الأجسام الفلكية، فضلا عن مواقعها وحركتها في الفضاء.
- فيزياء حيوية: تعمل على تطبيق نظريات ومناهج الفيزياء على مسائل ومعضلات ضمن علم الأحياء.
- فيزياء كيميائية: يدرس العمليات الكيميائية من وجهة نظر فيزيائية.
- فيزياء حاسوبية: يُعنى بدراسة وتطبيق الخوارزميات على مسائل فيزيائية لها مسبقاً نظرية كمية لحلها.
- فيزياء اقتصادية: تربط بين الفيزياء وعلم الاقتصاد ويوظف الأبحاث والنظربات الفيزيائية في إيجاد الحلول الاِقتصادية.
- فيزياء هندسية: تركز بتقديم جرعة أكبر من أسس الفيزياء التطبيقية في مجالات عديدة.
- فيزياء الأرض: يهتم بدراسة باطن الأرض عن طريق دراسة التباين في الخصائص الفيزيائية.
- فيزياء رياضية: تُعنى بمعالجة وتفسير الظواهر الطبيعية وصياغتها رياضيًا.
- فيزياء طبية: تطبيق الفيزياء في المجالات الطبية، وخصوصًا في تشخيص وعلاج الامراض
- كيمياء فيزيائية: دراسة خواص وبناء مختلف المواد والجسيمات التي تتكون منها هذه المواد وذلك تبعا لتركيبها وبنائها الكيميائي.
- علم المحيطات الفيزيائي: دراسة الأحوال المادية والعمليات الفيزيائية في المحيطات.
- علم الطبيعة النفسية: الدراسة العلمية للعلاقة بين التحفيز والإحساس.
- حساب كمومي: توظيف مبادئ ميكانيكا الكم وظواهره للقيام بمعالجة البيانات.

## ملخص
| النظرية                                   | المواضيع الفرعية الرئيسية | مفاهيم أساسية |
| ----------------------------------------- | --- | --- |
| الميكانيكا الكلاسيكية                     | قوانين نيوتن للحركة، ميكانيكا لاغرانج، ميكانيكا هاملتوني، علم الحركة المجردة، علم السكون، ديناميكا، نظرية شواش، علم الصوت، جريان الموائع، ميكانيكا المتصل | كثافة، بعد، ثقالة، مكان، زمان، حركة، طول، موقع، سرعة متجهة، تسارع، إطار مرجعي غاليلي، كتلة، زخم الحركة، اندفاع، قوة، طاقة، سرعة زاوية، زخم زاوي، عزم القصور الذاتي، عزم الدوران، قانون حفظ، هزاز توافقي، موجة، شغل، قدرة، لاغرانجي، هاملتوني، زوايا أويلر، زوايا أويلر، علم خواص الغازات، هيدروليكا                                                                                              |
| كهرومغناطيسية                             | كهروستاتيكا، كهرومغناطيسية، كهرباء، مغناطيسية، مغناطيسية ساكنة، معادلات ماكسويل، بصريات                                                                   | سعة كهربية، شحنة كهربائية، تيار، موصلية كهربائية، حقل كهربائي، سماحية كهربائية، كمون كهربائي، مقاومة وموصلية كهربائية، مجال كهرومغناطيسي، حث كهرومغناطيسي، موجة كهرومغناطيسية، سطح غاوسي، حقل مغناطيسي، تدفق مغناطيسي، أحادي القطب المغناطيسي، نفاذية كهرومغنطيسية |
| الديناميكا الحرارية والميكانيكا الإحصائية | محرك حراري، نظرية حركية | ثابت بولتزمان، محتوى حراري، إنتروبيا، معادلة حالة، مبرهنة التوزع المتساوي، طاقة حرة ثرموديناميكية، حرارة، قانون الغازات المثالية، طاقة داخلية، قوانين الديناميكا الحرارية، علاقات ماكسويل، ترموديناميك اللاتوازن، نموذج إيزينج، ضغط، عملية عكوسية، ، دالة حالة، درجة حرارة، توازن ترموديناميكي، كمون دينامي حراري، عملية ترموديناميكية، حالة ثرموديناميكية، جملة تيرموديناميكية، لزوجة، حجم، شغل |
| ميكانيكا الكم                             | صيغة تكامل المسار، معادلة شرودنغر، نظرية الحقل الكمومي | تقريب بورن-أوبنهايمر، إشعاع الجسم الأسود،، جسيم حر، هاملتوني، فضاء هيلبرت، جسيمات متماثلة، ميكانيكا المصفوفة، ثابت بلانك، تأثير المراقب، معامل، كم، تكميم، تشابك كمي، هزاز توافقي، عدد كمي، نفق ميكانيكا الكم، قطة شرودنغر، معادلة ديراك، لف مغزلي، دالة موجية، ميكانيكا الأمواج، ازدواجية موجة-جسيم، طاقة النقطة-صفر، مبدأ استبعاد باولي، مبدأ الريبة                                           |
| النسبية                                   | النسبية الخاصة، النسبية العامة، معادلات أينشتاين للمجال                                                                                                   | مبدأ التكافؤ، المتجه الرباعي، مبدأ النسبية، جاذبية، مغناطيسية الجاذبية، إطار مرجعي قصوري، تقلص الأطوال، تحويلات لورينتز، تكافؤ كتلة-طاقة، مترية، مكان مينكوفسكي، مبدأ النسبية، طول السكون، إطار مرجعي، كتلة ساكنة، الكتلة في النسبية الخاصة، نسبية التزامن، زمكان، مبدأ النسبية، سرعة الضوء، تمدد الزمن، مفارقة التوأم، خط العالم                                                                |